# Elizabeth Hervey
Elizabeth Cavendish, Duchessa di Devonshire (nata Elizabeth Christiana Hervey; poi Lady Elizabeth Foster; St Edmundsbury, 13 maggio 1759 – Roma, 30 marzo 1824), è stata una nobildonna inglese.

## Vita
Lady Elizabeth era figlia di Frederick Hervey, IV conte di Bristol ed era familiarmente nota come "Bess". Nacque in una piccola casa ad Horringer presso St Edmundsbury nel Suffolk. Nel 1776 sposò l'irlandese John Thomas Foster, (nato nel 1747), primo cugino di John Foster, ultimo speaker della Camera dei Comuni irlandese, e del vescovo (William) Foster. Quando suo padre divenne conte di Bristol nel 1779, divenne Lady Elizabeth Foster. I Foster ebbero due figli maschi Frederick (3 ottobre 1777-1853) ed Augustus John Foster, (dicembre 1780-1848) ed una figlia femmina Elizabeth, nata prematura il 17 novembre 1778 e morta dopo 8 giorni. La coppia visse dopo il 1779 con i genitori di lei ad Ickworth House. Il matrimonio non fu felice e terminò. Foster ebbe la custodia dei figli e impedì loro di vedere la madre per quattordici anni.
Nel maggio 1782 Bess incontrò William Cavendish, V duca di Devonshire e la moglie Georgiana Spencer a Bath e ben presto divenne la più stretta amica della duchessa. Ben presto iniziò un ménage à trois con Georgiana e il duca che durò per un quarto di secolo, avendo due figli illegittimi dal duca: Augustus (in seguito membro del parlamento e ufficiale di Marina) e una figlia, Caroline St. Jules, che furono cresciuti a Devonshire House con la prole legittima del duca. Lady Elizabeth infine sposò l'amante nel 1809, tre anni dopo la morte dell'amica Georgiana; durante il periodo di lutto continuò a vivere sotto lo stesso tetto del vedovo.
Bess inoltre ebbe relazioni con altri importanti uomini del tempo, quali il cardinale Ercole Consalvi, John Sackville, III duca di Dorset, il conte Hans Axel von Fersen, Charles Lennox, III duca di Richmond e Valentine Richard Quin, I conte di Dunraven. Ci sono alcune prove che Quin generò un figlio illegittimo da lei, che divenne il noto medico, Frederic Hervey Foster Quin. Quin si unì alla Cavendish come il suo medico di viaggio a Roma nel dicembre 1820, ed in seguito assistendola in quella città durante la sua fatale malattia nel marzo 1824.
Lady Elizabeth è la bis-bis-bis-nonna della direttrice della rivista di moda Vogue Anna Wintour.

## Figli
Da John Thomas Foster:
- Frederick (3 ottobre 1777 - 1853)
- Elizabeth (17 novembre 1778 - 25 novembre 1778)
- Augustus (dicembre 1780 - 1848)

Da William Cavendish, V duca di Devonshire (prima del loro matrimonio):
- Caroline Rosalie Adelaide (1785–1830), che in seguito come Caroline St Jules sposò George Lamb
- Sir Augustus Clifford (1788–1877)

## Titoli
- Miss Elizabeth Hervey (1759–1776)
- Mrs John Foster (1776–1779)
- Lady Elizabeth Foster (1779–1809)
- Sua Grazia la Duchessa di Devonshire (1809–1824)

## Carriera letteraria
Elizabeth fu amica della scrittrice francese Madame de Staël con cui tenne una fitta corrispondenza epistolare dal 1804.
Fu autrice di sette romanzi nel corso della sua vita:  Melissa and Marcia, or the Sisters. A Novel; Louisa; The History of Ned Evans; The Church of St. Siffrid; The Mourtray Family. A Novel; Julia (which was never published); and Amabel; or, Memoirs of a Woman of Fashion. Quest'ultimo romanzo fu l'unico pubblicato con il suo nome apposto durante la sua vita, e non in copertina, ma sulla pagina di dedica. Il resto dei suoi romanzi furono pubblicati in forma anonima.

## Nella cultura di massa
Nel film La duchessa Elizabeth Foster è interpretata da Hayley Atwell.

## Ascendenza
|                                       |                             |                            | Genitori                        |  |  | Nonni |  |  | Bisnonni                        |  |  | Trisnonni     |  |
|                                       |                             |                            |                                 |  |  |       |  |  | John Hervey, I conte di Bristol |  |  | Thomas Hervey |  |
|                                       |                             |                            |                                 |  |  |       |  |  | John Hervey, I conte di Bristol |  |  | Thomas Hervey |  |
|                                       |                             | Isabella May               |                                 |  |  |       |  |  | John Hervey, I conte di Bristol |  |  |               |  |
| John Hervey, II barone Hervey         |                             |                            |                                 |  |  |       |  |  | John Hervey, I conte di Bristol |  |  |               |  |
|                                       |                             | Elizabeth Felton           | Thomas Felton, IV baronetto     |  |  |       |  |  |                                 |  |  |               |  |
|                                       |                             | Elizabeth Felton           | Thomas Felton, IV baronetto     |  |  |       |  |  |                                 |  |  |               |  |
|                                       |                             | Elizabeth Felton           | Elizabeth Howard                |  |  |       |  |  |                                 |  |  |               |  |
| Frederick Hervey, IV conte di Bristol |                             | Elizabeth Felton           |                                 |  |  |       |  |  |                                 |  |  |               |  |
|                                       |                             | Nicholas Lepell            | …                               |  |  |       |  |  |                                 |  |  |               |  |
|                                       |                             | Nicholas Lepell            | …                               |  |  |       |  |  |                                 |  |  |               |  |
|                                       |                             | Nicholas Lepell            | …                               |  |  |       |  |  |                                 |  |  |               |  |
| Mary Lepell                           |                             | Nicholas Lepell            |                                 |  |  |       |  |  |                                 |  |  |               |  |
|                                       |                             | Mary Brooke                | John Brooke                     |  |  |       |  |  |                                 |  |  |               |  |
|                                       |                             | Mary Brooke                | John Brooke                     |  |  |       |  |  |                                 |  |  |               |  |
|                                       |                             | Mary Brooke                | …                               |  |  |       |  |  |                                 |  |  |               |  |
| Elizabeth Hervey                      |                             | Mary Brooke                |                                 |  |  |       |  |  |                                 |  |  |               |  |
|                                       | Robert Davers, II baronetto | Robert Davers, I baronetto |                                 |  |  |       |  |  |                                 |  |  |               |  |
|                                       | Robert Davers, II baronetto | Robert Davers, I baronetto |                                 |  |  |       |  |  |                                 |  |  |               |  |
|                                       | Robert Davers, II baronetto | Eleanor Luke               |                                 |  |  |       |  |  |                                 |  |  |               |  |
| Jermyn Davers, IV baronetto           | Robert Davers, II baronetto |                            |                                 |  |  |       |  |  |                                 |  |  |               |  |
|                                       |                             | Mary Jermyn                | Thomas Jermyn, II barone Jermyn |  |  |       |  |  |                                 |  |  |               |  |
|                                       |                             | Mary Jermyn                | Thomas Jermyn, II barone Jermyn |  |  |       |  |  |                                 |  |  |               |  |
|                                       |                             | Mary Jermyn                | Mary Merry                      |  |  |       |  |  |                                 |  |  |               |  |
| Elizabeth Davers                      |                             | Mary Jermyn                |                                 |  |  |       |  |  |                                 |  |  |               |  |
|                                       |                             | Edward Green               | …                               |  |  |       |  |  |                                 |  |  |               |  |
|                                       |                             | Edward Green               | …                               |  |  |       |  |  |                                 |  |  |               |  |
|                                       |                             | Edward Green               | …                               |  |  |       |  |  |                                 |  |  |               |  |
| Margaretta Green                      |                             | Edward Green               |                                 |  |  |       |  |  |                                 |  |  |               |  |
|                                       |                             | Margaret                   | …                               |  |  |       |  |  |                                 |  |  |               |  |
|                                       |                             | Margaret                   | …                               |  |  |       |  |  |                                 |  |  |               |  |
|                                       |                             | Margaret                   | …                               |  |  |       |  |  |                                 |  |  |               |  |
|                                       |                             | Margaret                   |                                 |  |  |       |  |  |                                 |  |  |               |  |